# Al-Qurnah
Al-Qurnah (Qurna) es una ciudad en el sur de Irak alrededor de 74 km al noroeste de Basora, dentro de la ciudad de Nahairat. Qurna (árabe para conexión / unión) se encuentra en el punto de confluencia de los ríos Tigris y Éufrates para formar el Shatt al-Arab. El folklore local sostiene que Qurna fue el sitio del Jardín del Edén. Un antiguo árbol de azufaifa (recientemente muerto) se celebra localmente y se muestra a los turistas como el verdadero árbol del conocimiento de la Biblia. 

## Historia
La ciudad experimentó la Batalla de Qurna durante la Campaña Mesopotámica de la Primera Guerra Mundial, cuando los británicos derrotaron a las tropas otomanas que se habían retirado de Basora. 

### Condiciones actuales
El pequeño Hotel Turístico de Qurna fue construido durante el período Baathista para incentivar el turismo en la región. Sin embargo, lo más probable es que no esté en uso ahora. Al comienzo de la Guerra de Irak del 2003, las condiciones en el sitio eran deplorables. El pavimento agrietado y los agujeros de bala, junto con el mal estado del árbol en sí, hicieron que el turismo futuro pareciera imposible. Sin embargo, el entorno natural del área y la presencia occidental lo han hecho viable para el desarrollo del turismo.

## Galería

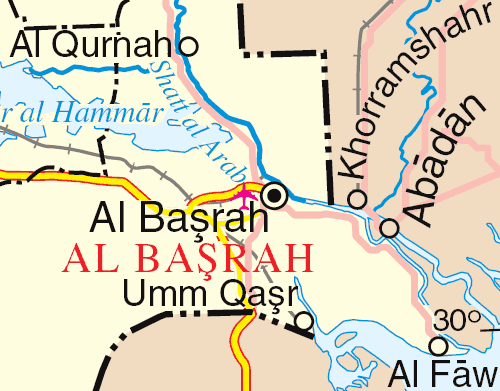
Mapa del área de Basora.